# Baptria aethiopata
Baptria aethiopata là một loài bướm đêm trong họ Geometridae.